# Ladislavia taczanowskii
Ladislavia taczanowskii és una espècie de peix cipriniforme de la família dels ciprínids.

## Morfologia
- Els mascles poden assolir 15 cm de longitud total.[1][2]

## Hàbitat
És un peix d'aigua dolça i de clima temperat (4 °C-18 °C).

## Distribució geogràfica
Es troba a Mongòlia i Corea.